# Luzinay
Luzinay est une commune française située dans le département de l'Isère en région Auvergne-Rhône-Alpes.
Autrefois rattachée à la province royale du Dauphiné, la commune fait partie de la communauté d'agglomération Vienne Condrieu Agglomération et de l'aire urbaine de Lyon. Ses habitants sont dénommés les Luzinaisards.

## Géographie

### Situation et description
Située dans le nord-est du département de l'Isère, dans la région naturelle des Balmes viennoises, laquelle correspond au Viennois, une région historique de l'ancienne province du Dauphiné, la commune de Luzinay est installée sur la vallée de la Sévenne.

### Géologie
Les plateaux qui encadrent celle-ci au nord et au sud appartiennent à un vaste ensemble régional mis en place à l'époque miocène. Les sédiments miocènes ont été recouverts par les moraines des glaciers quaternaires, et celles-ci constituent une importante partie du sol communal. À leur tour, les moraines ont été voilées, plus récemment, par des dépôts éoliens de lœss qui créent un sol très fertile. Comme ces dépôts sont particulièrement étendus à Luzinay, ils donnent à la commune de grande possibilités agricoles.
La largeur étonnante de la vallée de la Sévenne et son encaissement ont la même origine qu'à Septème ou Estrablin, il y a eu creusement par les puissantes eaux de fonte des glaciers, déblaiement facilité par la nature tendre des moraines et des sédiments miocènes. Le sous-sol de la vallée est gorgé d'eau qui ressort en filets, rendant les abords de la rivière très humides. Cette topographie explique la répartition de l'habitat. La plaine est vide, car inondable, les hommes se sont installés soit sur les plateaux, en un habitat très disséminé, soit surtout au pied du plateau septentrional. Là sont nées et se sont développées les trois agglomérations humaines d'Illins, Luzinay et Mons.

### Communes Limitrophes
| Villette-de-Vienne |         | Chaponnay             |
| Villette-de-Vienne | Luzinay | Saint-Just-Chaleyssin |
| Serpaize           |         | Septème               |

### Climat
Pour des articles plus généraux, voir Climat d'Auvergne-Rhône-Alpes et Climat de l'Isère.
En 2010, le climat de la commune est de type climat océanique altéré, selon une étude du Centre national de la recherche scientifique s'appuyant sur une série de données couvrant la période 1971-2000. En 2020, Météo-France publie une typologie des climats de la France métropolitaine dans laquelle la commune est dans une zone de transition entre le climat semi-continental et le climat de montagne et est dans une zone de transition entre les régions climatiques « Bourgogne, vallée de la Saône » et « Moyenne vallée du Rhône ».
Pour la période 1971-2000, la température annuelle moyenne est de 12 °C, avec une amplitude thermique annuelle de 18,1 °C. Le cumul annuel moyen de précipitations est de 873 mm, avec 9,2 jours de précipitations en janvier et 6,4 jours en juillet. Pour la période 1991-2020, la température moyenne annuelle observée sur la station météorologique installée sur la commune est de 12,7 °C et le cumul annuel moyen de précipitations est de 928,1 mm,. Pour l'avenir, les paramètres climatiques de la commune estimés pour 2050 selon différents scénarios d'émission de gaz à effet de serre sont consultables sur un site dédié publié par Météo-France en novembre 2022.
| Mois                                  | jan.          | fév.           | mars           | avril         | mai           | juin         | jui.          | août           | sep.          | oct.          | nov.            | déc.          | année     |
| ------------------------------------- | ------------- | -------------- | -------------- | ------------- | ------------- | ------------ | ------------- | -------------- | ------------- | ------------- | --------------- | ------------- | --------- |
| Température minimale moyenne (°C)     | 1             | 1,1            | 3,9            | 7             | 10,8          | 14,4         | 16,1          | 15,7           | 12,4          | 9,4           | 4,7             | 1,6           | 8,2       |
| Température moyenne (°C)              | 3,7           | 4,8            | 8,6            | 12,2          | 16,1          | 20,2         | 22,1          | 21,6           | 17,7          | 13,3          | 7,7             | 4,3           | 12,7      |
| Température maximale moyenne (°C)     | 6,5           | 8,4            | 13,3           | 17,4          | 21,3          | 25,9         | 28            | 27,5           | 22,9          | 17,3          | 10,7            | 7             | 17,2      |
| Record de froid (°C) date du record   | −10 13.01.03  | −12,9 05.02.12 | −10,5 01.03.05 | −3,4 08.04.03 | 1,5 07.05.19  | 5,5 07.06.06 | 7,5 13.07.00  | 7,9 30.08.1998 | 4,2 27.09.20  | −3,5 26.10.03 | −7,8 23.11.1998 | −14 30.12.05  | −14 2005  |
| Record de chaleur (°C) date du record | 18,5 10.01.15 | 21 23.02.20    | 24,8 30.03.17  | 29,2 21.04.18 | 33,1 24.05.09 | 39 22.06.03  | 39,6 24.07.19 | 40,3 13.08.03  | 33,8 14.09.20 | 27,7 04.10.10 | 21,5 07.11.15   | 17,2 05.12.06 | 40,3 2003 |
| Précipitations (mm)                   | 64,5          | 52,4           | 55,2           | 75,2          | 92,5          | 78,5         | 72,7          | 67,8           | 91,3          | 110,2         | 101,9           | 65,9          | 928,1     |

### Hydrographie
Le territoire de la commune est traversé la Sévenne, petit cours d'eau de 21,8 km de long, affluent du Rhône.

### Voies de communication
Le territoire communal est situé hors des parcours des grands axes de circulation. Cependant les routes départementales 36 et 36b se croisent au sud du bourg, la RD36 permettant de rejoindre la RN7 au niveau de la commune de Chuzelles

## Urbanisme

### Typologie
Au 1er janvier 2024, Luzinay est catégorisée bourg rural, selon la nouvelle grille communale de densité à sept niveaux définie par l'Insee en 2022.
Elle est située hors unité urbaine. Par ailleurs la commune fait partie de l'aire d'attraction de Lyon, dont elle est une commune de la couronne,. Cette aire, qui regroupe 397 communes, est catégorisée dans les aires de 700 000 habitants ou plus (hors Paris),.

### Occupation des sols
L'occupation des sols de la commune, telle qu'elle ressort de la base de données européenne d’occupation biophysique des sols Corine Land Cover (CLC), est marquée par l'importance des territoires agricoles (75,8 % en 2018), en diminution par rapport à 1990 (77,5 %). La répartition détaillée en 2018 est la suivante : 
terres arables (35,9 %), prairies (22 %), zones agricoles hétérogènes (17,9 %), forêts (17,6 %), zones urbanisées (6,1 %), zones industrielles ou commerciales et réseaux de communication (0,5 %). L'évolution de l’occupation des sols de la commune et de ses infrastructures peut être observée sur les différentes représentations cartographiques du territoire : la carte de Cassini (XVIIIe siècle), la carte d'état-major (1820-1866) et les cartes ou photos aériennes de l'IGN pour la période actuelle (1950 à aujourd'hui).

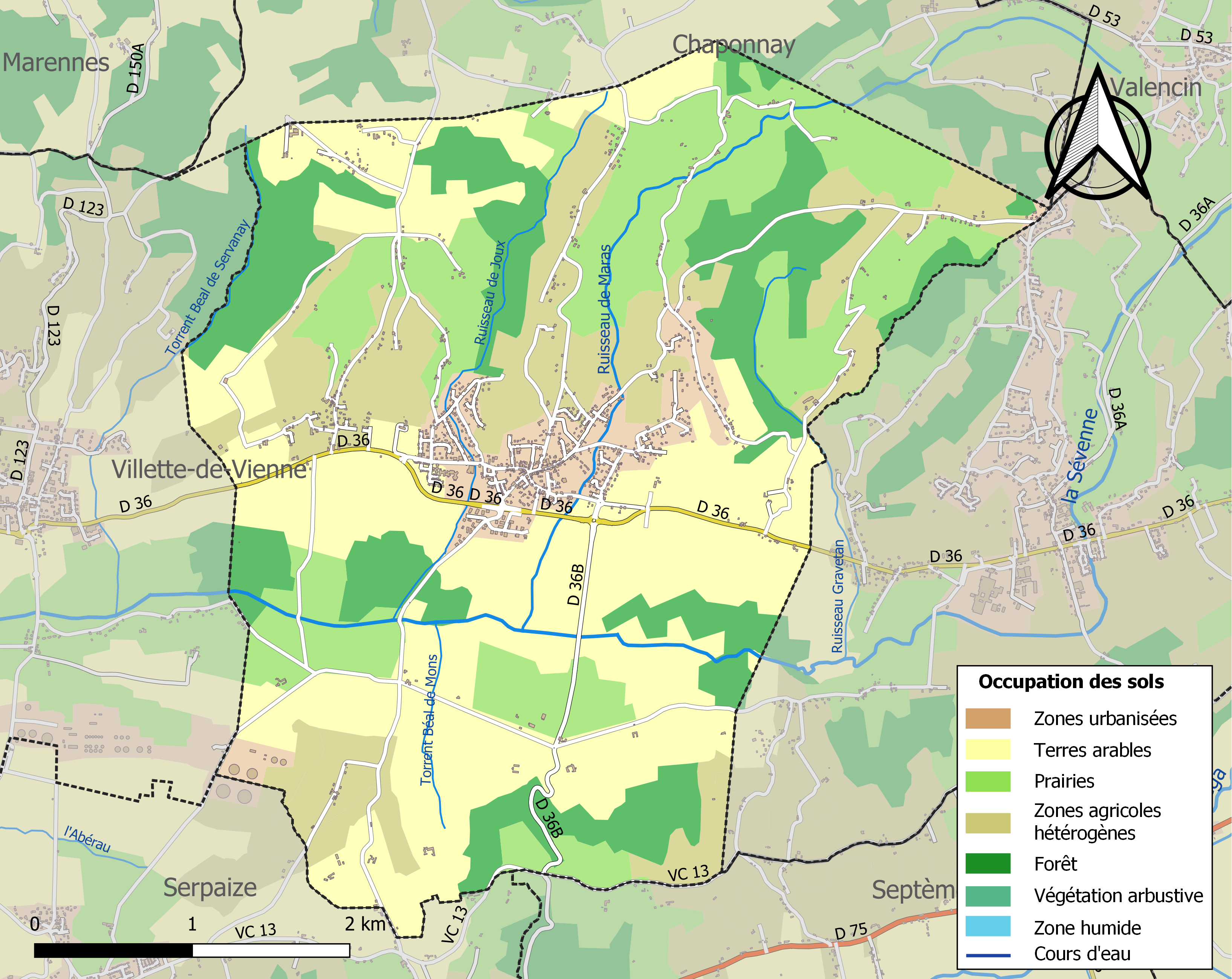
Carte des infrastructures et de l'occupation des sols de la commune en 2018 (CLC).

### Risques naturels et technologiques majeurs

#### Risques sismiques
L'ensemble du territoire de la commune de Luzinay est situé en zone de sismicité n°3 (sur une échelle de 1 à 5), comme la plupart des communes de son secteur géographique.
| Type de zone | Niveau            | Définitions (bâtiment à risque normal) |
| ------------ | ----------------- | -------------------------------------- |
| Zone 3       | Sismicité modérée | accélération = 1,1 m/s2                |

## Toponymie
Le toponyme est tiré du nom d'un grand propriétaire gallo-romain, Lucenus, qui a donné Luceniacum d'où dérivent aussi bien le nom de Luzinay que de Luzenac, petit village de l'Ariège. Une autre version nous donne Lusiniacum qui veut dire rossignol.

## Histoire
Luzinay a d'abord porté le nom de "Illins, Mons et enfin Luzinay" comme le révèle le plus ancien registre de délibérations du conseil municipal (an VIII - 1800) et le cadastre de 1825. C'est en 1833 ou, au plus tard en 1834, que le nom de Luzinay, seul, fut adopté officiellement pour désigner la commune. Le toponyme est tiré du nom d'un grand propriétaire gallo-romain, Lucenus, qui a donné Luceniacum d'où dérivent aussi bien le nom de Luzinay que de Luzenac, petit village de l'Ariège. Une autre version nous donne Lusiniacum qui veut dire rossignol.
Les habitants de Luzinay sont appelés respectivement Luzinaisards, puis Luzinois, et actuellement, à nouveau Luzinaisards.
Luzinay a un passé considérable, mais hélas ! fort mal connu, bien que ses archives municipales soient abondantes. Son territoire appartint au Moyen Âge au puissant seigneur d'Illins dont les restes du château, campés au sommet d'une butte dominant la vallée de la Sévenne, sont aujourd'hui situés sur le territoire de Villette-de-Vienne. Après la première famille féodale d'Illins, puis les de La Tour de Vinay, la maison de Grolée détint la seigneurie de 1419 à la mi-XVIe siècle ; Diane de Poitiers en fut l'adjudicataire, puis vente en 1554 aux Rabot (Laurent, conseiller au Parlement de Grenoble, père d'Ennemond Rabot, président audit Parlement, père d'Anne Rabot) ; ladite Anne Rabot épousa Christophe II de Harlay (v. 1570-† 1615), fils d'Achille Ier Harlay de Beaumont ; [en parallèle au XVIe siècle, une co-seigneurie était échue aux Montlaur-Maubec-Modène, fondus au XVIIe siècle dans les d'Ornano (Henri-François, 1590-1622)] ; les Harlay de Beaumont (Achille II, Achille III) vendent au financier Jean-Alexandre Long-Bérard, fermier des Gabelles, aussi acheteur en 1657 sur Marguerite de Modène de Montlaur-Maubec, veuve d'Henri-François d'Ornano : il rend hommage comme seigneur d'Illins, Formont (Montfort), Chuzelles, Villette, Serpaize, en janvier 1658. Le château fut détruit comme tant d'autres, par ordre de Richelieu en 1633. En 1740, la seigneurie d'Illins était aux mains du célèbre financier Claude Pâris de la Montagne (1670-1744), puis de la famille languedocienne des Portalès, en la personne de Louis-Hercule de Portalès, qui acheta Serpaize et Illins aux Pâris en 1750, et les conserva jusqu'à la Révolution.
Un autre château existait à Luzinay, de moindre importance, celui de Mons. Il y avait encore le château de Nève, à vrai dire maison forte seulement, construite au début du XVIe siècle par la famille Musino à laquelle on doit également cette autre maison forte qu'est la Blanchonnière à Chuzelles.
Avant la Révolution, la future commune de Luzinay était partagée essentiellement entre trois paroisses : Luzinay, Illins et Mons. Il y avait donc trois églises, trois presbytères, trois cimetières et trois curés. Or, la population était faible : 721 habitants. Lors de la réorganisation religieuse de la France en 1802, une seule succursale fut laissée pour l'ensemble d'Illins, Mons et Luzinay, installée au village, c'est-à-dire à Luzinay. L'église de Luzinay avait souffert d'un entretien insuffisant pendant la Révolution, et en plus, on la jugeait trop petite. C'est pourquoi, dans sa séance du 28 août 1820, le conseil municipal décida de construire une nouvelle église. Elle fut achevée en octobre 1823.
Plus près de nous, un évènement notable a marqué la vie de Luzinay : en 1926, il fallut céder un triangle de terre, le coin sud-ouest de la commune, soit une superficie d'environ 300 hectares avec le château de Nève, à Serpaize qui accédait à la dignité communale.

## Politique et administration

### Liste des maires

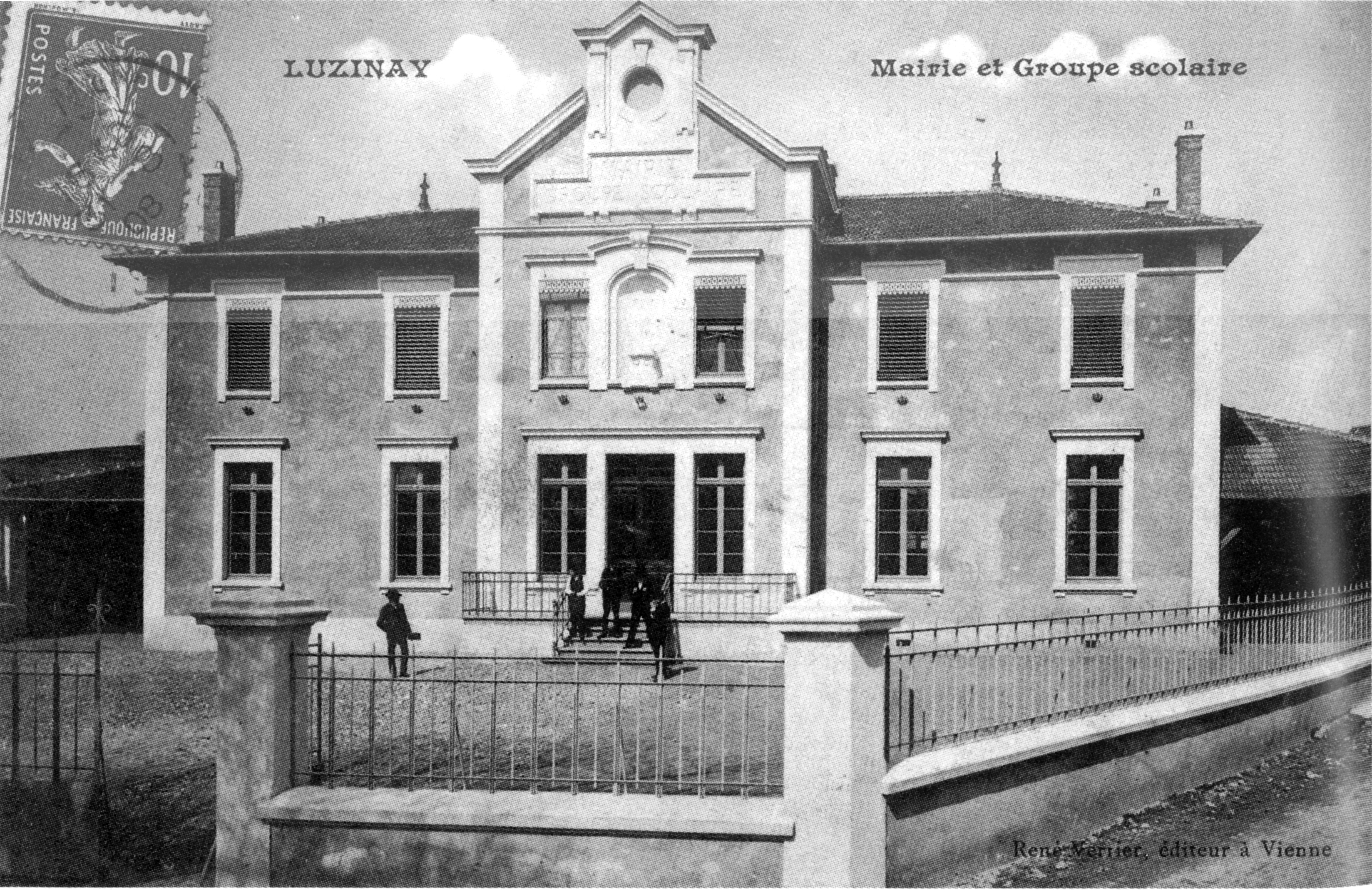
La mairie et le groupe scolaire en 1909.

| Période                                  | Période   | Identité           | Étiquette | Qualité                                    |
| ---------------------------------------- | --------- | ------------------ | --------- | ------------------------------------------ |
| 1971                                     | 1983      | José Gomez         |           |                                            |
| 1983                                     | 1995      | Paul Germain       |           |                                            |
| Les données manquantes sont à compléter. |           |                    |           |                                            |
| 1999                                     | mars 2014 | Agnès Reboux       | DVG       | Dirigeante de société                      |
| mars 2014                                | En cours  | Christophe Charles | SE-DVD    | Cadre Conseiller départemental depuis 2021 |

### Jumelage
La commune est jumelée avec la commune irlandaise de Ballinrobe (comté de Mayo) depuis 2012.

## Population et société

### Démographie
L'évolution du nombre d'habitants est connue à travers les recensements de la population effectués dans la commune depuis 1793. Pour les communes de moins de 10 000 habitants, une enquête de recensement portant sur toute la population est réalisée tous les cinq ans, les populations de référence des années intermédiaires étant quant à elles estimées par interpolation ou extrapolation. Pour la commune, le premier recensement exhaustif entrant dans le cadre du nouveau dispositif a été réalisé en 2006.

En 2022, la commune comptait 2 438 habitants, en évolution de +5,13 % par rapport à 2016 (Isère : +3,07 %, France hors Mayotte : +2,11 %).
| 1793 | 1800 | 1806 | 1821 | 1831 | 1836  | 1841  | 1846  | 1851  |
| ---- | ---- | ---- | ---- | ---- | ----- | ----- | ----- | ----- |
| 697  | 721  | 740  | 794  | 981  | 1 042 | 1 073 | 1 027 | 1 032 |

| 1856  | 1861  | 1866  | 1872 | 1876 | 1881 | 1886 | 1891 | 1896 |
| ----- | ----- | ----- | ---- | ---- | ---- | ---- | ---- | ---- |
| 1 037 | 1 045 | 1 039 | 974  | 904  | 911  | 910  | 888  | 893  |

| 1901 | 1906 | 1911 | 1921 | 1926 | 1931 | 1936 | 1946 | 1954 |
| ---- | ---- | ---- | ---- | ---- | ---- | ---- | ---- | ---- |
| 830  | 812  | 808  | 717  | 696  | 648  | 642  | 616  | 623  |

| 1962 | 1968 | 1975 | 1982  | 1990  | 1999  | 2006  | 2011  | 2016  |
| ---- | ---- | ---- | ----- | ----- | ----- | ----- | ----- | ----- |
| 598  | 683  | 898  | 1 225 | 1 568 | 1 973 | 2 177 | 2 180 | 2 319 |

| 2021  | 2022  | - | - | - | - | - | - | - |
| ----- | ----- | - | - | - | - | - | - | - |
| 2 397 | 2 438 | - | - | - | - | - | - | - |

### Enseignement
Les établissements scolaires de la commune relèvent de l'académie de Grenoble.

### Associations Sportives
Le rugby club « La Sévenne » est le club de Rugby locale, champion du Lyonnais en 2018.
Le CVL38FC est le club de football de la commune créé en 2009. Le club est issu d'une fusion avec les clubs de Saint-Just-Chaleyssin et Valencin. Il compte presque 200 licenciés dont 70 % de jeunes. Ses couleurs sont le noir et le blanc.
Le Sporting Karaté Club (SKC)fondé en 1987 est affilié à la FFKAMA et agréé Jeunesse et Sports. Il compte une centaine de licenciés, de 5 à plus de 70 ans, encadrés par plusieurs entraineurs diplômés et forme des ceintures noires tous les ans. Y sont enseignées le karaté shotokan, mais aussi la self-défense, le karaté-contact et le Qi-Gong

### Médias
Historiquement, le quotidien à grand tirage Le Dauphiné libéré consacre, chaque jour, y compris le dimanche, dans son édition du Nord-Isère (édition de Vienne), un ou plusieurs articles à l'actualité du canton et quelquefois de la commune, ainsi que des informations sur les éventuelles manifestations locales, les travaux routiers, et autres événements divers à caractère local.
La commune est située sur l'aire de diffusion de radio Ici Isère, une radio publique qui émet sur tout le territoire du département de l'Isère.

### Cultes
La communauté catholique et l'église de Luzinay (propriété de la commune) sont desservies par la paroisse Sainte Blandine des Deux vallées, elle-même rattachée au diocèse de Grenoble-Vienne.

## Culture locale et patrimoine

### Lieux et monuments

#### Chapelle d'Illins
Au hameau d'Illins, la Chapelle Saint-Jean-Baptiste d'Illins et son vieux cimetière sont inscrits au titre des monuments historiques par arrêté du 31 août 2005. Peintures murales du XIIIe siècle. Sur l'une des cinq dalles de sépultures, on peut lire cette épitaphe : 

« ci-git Viennois, décédé le 14 octobre 1538 et qui a fondé neuf messes toutes les années. »

#### Autres monuments

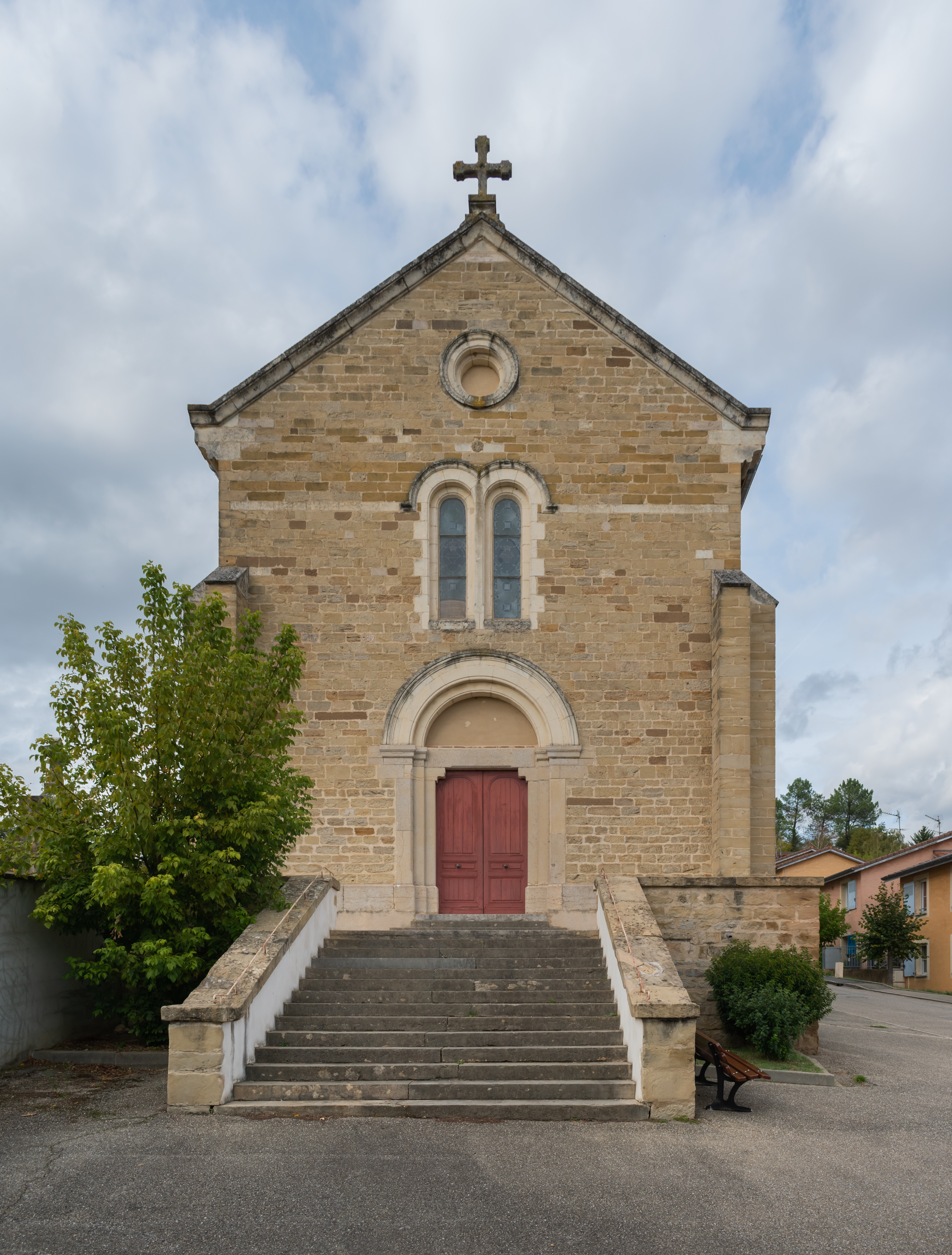
Église Saint-Louis de Luzinay

- L'imposante église paroissiale Saint-Louis de Luzinay, situé dans le bourg, a été construite de 1820 à 1823, remplaçant ainsi la vieille église de Luzinay mal entretenue pendant la Révolution et jugée trop petite.
- Sur la place du village, une maison forte datant du XVe siècle, construite par la famille Musino, abrite depuis 1983 la mairie de Luzinay.
- Le monument aux morts communal de Luzinay, situé en face de l'église, se présente sous la forme d'une colonne quadrangulaire surélevé par un socle de deux marches et surmonté d'une Croix de Guerre[26].

### Héraldique
|  | Luzinay possède des armoiries dont l'origine et le blasonnement exact ne sont pas disponibles. |